# 1830年の相撲
1830年の相撲（1830ねんのすもう）は、1830年の相撲関係のできごとについて述べる。

## 興行
- 3月場所（江戸相撲）[1]
  - 興行場所:本所回向院
  - 4月7日（旧3月15日）より晴天10日間興行
- 上覧相撲[2]
  - 将軍徳川家斉上覧
  - 上覧場所:吹上十三間御門内
  - 上覧日:4月17日（旧3月25日）
    - 3月場所を中断して行われた。
- 8月場所（大阪相撲）[3]
  - 興行場所:難波新地
  - 9月22日（旧8月6日）より晴天10日間興行
- 9月場所（京都相撲）[3]
  - 興行場所:二乗川東
  - 晴天7日間興行
- 11月場所（江戸相撲）[4]
  - 興行場所:本所回向院
  - 12月15日（旧11月1日）より晴天10日間興行